# Ida Jonatansson
Ida Jonatansson, född 1859, död 1950, var en svensk missionär. 
Hon var den första ogifta kvinnan som anställdes som missionär i Svenska kyrkans mission (SKM). Hon anställdes 1884 vid skol- och barnhemsverksamhet i Sydafrika, där hon arbetade till 1919.